# Segreti di Fátima
I Segreti di Fátima sono, secondo la Chiesa cattolica, tre messaggi rivelati dalla Madonna a tre pastorelli nel corso di alcune apparizioni iniziate il 13 maggio 1917 a Fátima in Portogallo. I pastorelli erano i bambini Lúcia dos Santos di 10 anni, Francisco Marto di 9 anni e Jacinta Marto di 7 anni.
Bisogna precisare che, nonostante si parli sempre di tre segreti, il Segreto di Fatima è considerato dai credenti un'unica rivelazione, divisa in tre parti. Secondo la dottrina cattolica questo fenomeno appartiene alla categoria delle rivelazioni private.
Secondo le memorie scritte dalla mistica Suor Lúcia, nei primi giorni del luglio 1917 la Madre Vergine rivelò ai tre infanti un segreto che "sarebbe stato buono per alcuni e negativo per altri". Con la terza parte delle sue memorie, pubblicate nel 1941, Lúcia spiegò che il segreto è uno solo, ma formato da tre momenti. Questo fatto accomuna i Tre Segreti di Fatima e madre Lúcia con Mélanie Calvat di La Salette, i cui resoconti delle visioni furono pubblicati venti anni dopo gli eventi.

## Storia dei Segreti di Fátima
La storia dei Segreti di Fátima inizia il 13 luglio 1917, quando i tre bambini riferirono di aver incontrato per la terza volta la Madonna. Nel 1919 morì Francisco, seguito da sua sorella Jacinta nel 1920, a causa dell'influenza spagnola, cosicché Lúcia divenne l'unica testimone vivente.
Nel 1941, su invito del vescovo di Leiria monsignor José Alves Correia da Silva, Suor Lucia scrisse che l'unico segreto che le era stato rivelato il 13 luglio di 24 anni prima era in realtà diviso in tre parti, di cui la terza non poteva essere ancora svelata. Di conseguenza comunicò al vescovo solo le prime due parti del segreto, che furono rese pubbliche da Pio XII nel 1942, in occasione della consacrazione del mondo al Cuore Immacolato di Maria.
La terza parte del segreto venne scritta il 3 gennaio 1944, per essere poi affidata in busta chiusa a mons. Correira, che a sua volta la consegnò a papa Pio XII. Il terzo segreto, secondo le raccomandazioni della Madonna stessa, avrebbe dovuto essere letto e rivelato solo nel 1960.
Giovanni XXIII, che lo lesse nell'agosto del 1959, ritenne opportuno non rivelarlo; stessa decisione fu presa sia da Paolo VI che da Giovanni Paolo I, che lessero il testo rispettivamente nel 1965 e 1978. Fu papa Giovanni Paolo II, in occasione della beatificazione di Jacinta e Francisco il 13 maggio 2000, a divulgare il contenuto del segreto.

## I tre segreti
I tre segreti sarebbero un unico messaggio, diviso in tre parti.
Riguardo al primo, suor Lucia scrive che la Madonna mostrò ai tre pastorelli:
In pratica, la prima parte del segreto parla della visione dell'inferno. Suor Lucia scrive di "un grande mare di fuoco, con demoni e anime", citando le parole della Madonna:
Suor Lucia disse di riconoscere il "grande segno" nella straordinaria aurora boreale che illuminò il cielo nella notte fra il 25 e il 26 gennaio del 1938 (dalle 20:45 all'1:15, con brevi intervalli), inoltre identificò il secondo conflitto mondiale con quello annunciato nella visione, descrivendolo come:
La seconda guerra mondiale scoppiò poco più di un anno dopo, il 1º settembre 1939, durante il pontificato di papa Pio XII — il suo predecessore Pio XI, nominato nella profezia, morì il 10 febbraio 1939. Inoltre la profezia fu rivelata da suor Lucia solo nel 1941, a conflitto iniziato. Suor Lucia stessa affermò però che la guerra era iniziata, in realtà, durante il pontificato di Pio XI, con l'annessione dell'Austria da parte della Germania nazista.
Il terzo segreto venne scritto separatamente da suor Lucia nella lettera consegnata nel 1944 al vescovo di Leiria:
Il terzo segreto, rivelato solo nel 2000, secondo l'allora Prefetto della Congregazione per la Dottrina della Fede Joseph Ratzinger, si riferirebbe alla Penitenza e al sacrificio dei martiri della Chiesa.

## Rivelazioni successive
Anche dopo gli eventi del 1917, suor Lúcia ebbe altre rivelazioni.
Nel suo scritto "Memorie di Suor Lucia", lei stessa rivela i dettagli, ricevuti il 13 giugno 1929: 
Successivamente suor Lucia rivela anche che, ma la data non è specificata e non sappiamo se ciò sarebbe avvenuto giorni o anni dopo, la Madonna le avrebbe detto lamentandosi: 
()

## Controversia fatimita

### Controversie precedenti alla rivelazione del segreto
Nel 1963 la rivista tedesca Neues Europa pubblicò una versione del testo in cui erano presenti riferimenti ad una guerra nucleare su vasta scala e ad una grave crisi della Chiesa cattolica. L'editore della rivista, Louis Emrich, disse di avere avuto il testo da un esponente della diplomazia; secondo la fonte, papa Giovanni XXIII avrebbe incaricato il cardinale Alfredo Ottaviani di preparare un estratto del testo originale per inviarlo ai vertici delle grandi potenze mondiali allo scopo di scongiurare lo scoppio di una nuova guerra mondiale. Il testo dell'articolo, ripreso da altri giornali, ebbe una grande diffusione e in riferimento alla presunta fonte fu definito "versione diplomatica". Diversi studiosi hanno messo in rilievo numerose incongruenze riguardanti la struttura e il contenuto del testo, arrivando alla conclusione che si trattava di un falso. Nessun commento ufficiale sul testo divulgato da Neues Europa venne effettuato dalla Santa Sede, tuttavia una smentita indiretta giunse dal cardinale Ottaviani, che nel 1967 affermò che non aveva senso discutere dei contenuti del Terzo segreto di Fátima poiché nessuna parte di questo era stata rivelata.

### Controversie successive alla rivelazione del segreto
Alcuni studiosi delle apparizioni di Fatima, fra cui il sacerdote Padre Nicholas Gruner, il giornalista italiano Antonio Socci e l'avvocato americano Christopher A. Ferrara, sostengono la tesi che non tutto del Terzo segreto di Fátima sia stato ancora rivelato. In particolare ritengono che dopo la frase di suor Lucia, contenuta nella sua quarta memoria: "In Portogallo, si conserverà sempre il dogma della fede", ci debba essere dell'altro. Il terzo segreto è infatti una visione, e così come la Madonna spiega nella seconda parte del segreto la visione contenuta nella prima parte, analogamente ritengono che debba esistere una quarta parte che spiega la visione contenuta nel terzo segreto.
Inoltre il movimento fatimita, guidato da Padre N. Gruner, sostiene fermamente che la consacrazione della Russia richiesta dalla Madonna a suor Lucia non sia stata compiuta nei termini e nei modi richiesti, e quindi sarebbe ancora da fare.
Papa Paolo VI, chiudendo la III Sessione del Concilio Vaticano II, il 21 novembre 1964, “affidò il genere umano” al Cuore Immacolato di Maria, nella stessa cerimonia in cui, applaudito in piedi dai Padri Conciliari, proclamò la Madonna “Mater Ecclesiae”.

Giovanni Paolo II fece due consacrazioni del mondo al Cuore Immacolato di Maria, una a Fatima, il 13 maggio 1982, e l'altra a Roma, il 25 marzo 1984.
A maggio del 2017, il cardinale Burke, firmatario dei Dubia, dichiarò che, sebbene Giovanni Paolo II avesse consacrato il mondo intero (inclusa la Russia) al Cuore Immacolato di Maria, "oggi sentiamo nuovamente la chiamata di Nostra Signora di Fatima a consacrare la Russia al Suo Cuore Immacolato, in accordo con la Sua esplicita istruzione".

Rispondendo ad una domanda riguardo al Terzo Segreto, papa Benedetto XVI ha dichiarato ai giornalisti che "commetterebbe un grave errore chi volesse credere il messaggio profetico di Fatima si sia già del tutto attuato".
In seguito, auspicò che in occasione del centenario delle apparizioni nel 2017, "potesse avere luogo la promessa profetica del trionfo del Cuore Immacolato di Maria a gloria della Santissima Trinità", aggiungendo che "le sofferenze della Chiesa derivavano non da nemici esterni, quanto piuttosto dal suo interno".
Infine il 25 marzo 2022, a un mese dallo scoppio della guerra russo-ucraina, papa Francesco consacrò il mondo ed esplicitamente la Russia e l'Ucraina al Cuore Immacolato di Maria, in unione con tutti i vescovi del mondo.

## Apparizioni collegate
Nel villaggio di Hrušiv (Apparizioni di Hrušiv), in Ucraina, il 12 maggio 1914 la Vergine sarebbe apparsa a 22 contadini per un giorno, profetizzando che il Paese avrebbe perso la sovranità e che per otto decenni ci sarebbero state sofferenze e persecuzioni, al termine delle quali la cristianità avrebbe trionfato e l'Ucraina sarebbe tornata libera. La Madonna avrebbe detto inoltre che lo scoppio della guerra mondiale era imminente e che la Russia sarebbe diventata un paese senza Dio. 
Lo stesso villaggio ucraino, posto sul confine con la Polonia, è luogo di pellegrinaggio già dal XVI e XVII secolo e si erano verificate apparizioni nel 1806 e nel 1856. Nel XX secolo, oltre a quelle del 1914, ci sono state altre apparizioni a partire dal 26 aprile 1987, quando la Madonna sarebbe apparsa a una bambina di nome Marija Kizyn a sua mamma e nei giorni successivi a molti altri testimoni. L’apparizione sarebbe stata visibile per un mese ai pellegrini che vi giungevano al ritmo di 80.000 al giorno. 
(Marino Gamba, Apparizioni mariane nel corso di due millenni, Edizioni Segno, 1999, ISBN 9788872824337)